# Isidor de Càrax
Isidor de Càrax (en grec antic: Ἰσίδωρος, llatí: Isidorus) fou un geògraf de l'antiga Grècia natural de la Susiana del segle i. La seva obra més coneguda i que s'ha conservat, intitulada Estacions pàrtiques, és un itinerari de la ruta comercial d'Antioquia a l'Índia passant per totes les estacions de caravanes.
Isidor va viure en temps dels primers emperadors, segurament després del regnat de Tiberi, atès que menciona un fet que va passar durant el seu regnat. No obstant això, Llucià de Samosata l'esmenta d'una manera que sembla indicar que vivia en temps de Ptolemeu I Soter (vers 300 aC), però això sembla difícil, perquè llavors no existia encara l'Imperi Part, que descriu. És més probable que visqués entre el segle i aC i dC.
La seva obra Estacions pàrtiques (grec antic: Σταθμοὶ Παρθικοί, llatí: Mansiones Parthicae) és, raonablement, un resum d'una obra molt més extensa, que tal vegada es correspon amb l'obra que esmenta Ateneu de Nàucratis sota el títol de τῆς Παρθίας περιηγητικόν ('Recorregut per Pàrtia'). És possible que aquesta obra més completa es correspongui amb la que Plini el Vell assigna a un cert Dionisi de Càrax, i que va ser encomanada per l'emperador August per conèixer la geografia d'Armènia, Pàrtia i Aràbia i conquerir aquests territoris. En aquest cas, Dionisi seria un error del text per Isidor.